# 佛山市禅城实验高级中学
禅城实验高级中学位于中国广东省佛山市禅城区石湾镇，佛山新八景之一的南风古灶之侧，校址在原佛山二中，为区直属省级普通高中，广东省一级学校。
2002年成立之初，校名为石湾高级中学。2004年为配合佛山二中建设示范性高中，更名佛山二中石湾校区，2008年3月26日，正式改名为佛山市禅城实验高级中学。

## 网址
- 佛山市禅城实验高级中学网站